# Surawa
Surawa (ros. Сурава) – wieś (sieło) w Rosji, w obwodzie tambowskim, w rejonie tambowskim. W 2010 liczyła 1242 mieszkańców.